# قوروقتشي رود (أوجان الغربي)
قوروقتشي رود (بالفارسية: قوروقچی‌رود) هي منطقة سكنية تقع في إيران في قسم أوجان الغربي الريفي. يقدر عدد سكانها بـ 376 نسمة .